# Virginia Squires 1971-1972
La stagione 1971-72 dei Virginia Squires fu la 5ª nella ABA per la franchigia.
I Virginia Squires arrivarono secondi nella Eastern Division con un record di 45-39. Nei play-off vinsero la semifinale di division con i Floridians (4-0), perdendo poi la finale di division con i New York Nets (4-3).

## Roster
| N° | Naz.                   | Ruolo | Sportivo         | Anno | Alt. | Peso |
| -- | ---------------------- | ----- | ---------------- | ---- | ---- | ---- |
| 10 | Stati Uniti (bandiera) | G     | Adrian Smith     | 1936 | 185  | 82   |
| 11 | Stati Uniti (bandiera) | G     | Bernie Williams  | 1945 | 191  | 79   |
| 14 | Stati Uniti (bandiera) | G     | Fatty Taylor     | 1946 | 183  | 79   |
| 15 | Stati Uniti (bandiera) | GA    | Doug Moe         | 1938 | 196  | 98   |
| 16 | Stati Uniti (bandiera) | AC    | Bill Bunting     | 1947 | 203  | 91   |
| 20 | Stati Uniti (bandiera) | G     | Mike Barrett     | 1943 | 188  | 70   |
| 21 | Stati Uniti (bandiera) | G     | Dana Pagett      | 1949 | 188  | 82   |
| 22 | Stati Uniti (bandiera) | G     | Ray Scott        | 1938 | 206  | 98   |
| 24 | Stati Uniti (bandiera) | AC    | Neil Johnson     | 1943 | 201  | 100  |
| 30 | Stati Uniti (bandiera) | GA    | George Irvine    | 1948 | 198  | 91   |
| 32 | Stati Uniti (bandiera) | GA    | Julius Erving    | 1950 | 198  | 91   |
| 33 | Stati Uniti (bandiera) | GA    | Charlie Scott    | 1948 | 196  | 79   |
| 34 | Stati Uniti (bandiera) | A     | Mike Maloy       | 1949 | 201  | 98   |
| 35 | Stati Uniti (bandiera) | AC    | Willie Sojourner | 1948 | 203  | 102  |
| 42 | Stati Uniti (bandiera) | C     | Jim Eakins       | 1946 | 211  | 98   |

## Staff tecnico
- Allenatore: Al Bianchi